# 서지혜 (1996년)
서지혜(1996년 7월 17일 ~ )는 대한민국의 배우이다.

## 드라마
- 2018년 JTBC 금토드라마 《내 아이디는 강남미인》 ... 민아 역
- 2019년 MBC 월화드라마 《웰컴2라이프》 ... 노영미 역
- 2019년 Seezn 10부작 드라마 《크라임 퍼즐》 ... 박수빈 역
- 2022년 KBS2 수목드라마 《너에게 가는 속도 493KM》 ... 이유민 역
- 2023년 KBS2 월화드라마 《어쩌다 마주친, 그대》 ... 이순애 역 (이지현 아역)
- 2024년 JTBC 수요드라마 《조립식 가족》 … 박달 역

## 영화
- 2023년 영화 《더 와일드: 야수들의 전쟁》 - 최명주 역

## 방송
- 2017년 채널 A 예능프로그램  《하트시그널》
- 2018년 네이버TV 《포커페이스》

## 뮤직비디오
- 2018년 리즈 - 보고싶다
- 2019년 정지훈, 소유 - 시작할까 나

## 수상 목록
- 2023년 KBS 연기대상 여자 신인상